# Congreso Constituyente de Santa Fe
El congreso constituyente de Santa Fe tuvo como objetivo  sancionar la Constitución de la República Argentina de 1853

## Constitución nacional y las sesiones
Este se reunió el 8 de enero de 1853 en el Cabildo de Santa Fe de la Vera Cruz, una de las ciudades más antiguas del Río de la Plata, y el 1 de mayo de 1853, sancionó la Constitución argentina de 1853 que constituyó la Confederación Argentina. Fue juramentada el 9 de julio de ese mismo año por las trece provincias firmantes (Catamarca, Córdoba, Corrientes, Entre Ríos, Jujuy, La Rioja, Mendoza, Salta, San Luis, San Juan, Santa Fe, Santiago del Estero y Tucumán). 
Buenos Aires no firmó la Constitución de 1853 y se organizó como Estado de Buenos Aires, separado de la Confederación Argentina pero sin declarar su independencia. Luego de ser derrotado en la Batalla de Cepeda, Buenos Aires declaró su ingreso a la Confederación Argentina mediante el Pacto de San José de Flores del 11 de noviembre de 1859, que estableció también el derecho de Buenos Aires a proponer reformas al texto constitucional de 1853. Buenos Aires realizó su propuesta de reforma constitucional mediante una Convención Provincial Revisora en 1860. Ese mismo año se reunió en la ciudad de Santa Fe una Convención Constituyente Ad Hoc que aprobó casi todas las propuestas porteñas, aprobando la Reforma constitucional de 1860. Quince días después Buenos Aires juraba la Constitución de 1853, con las reformas realizadas en 1860.

## Redacción, ley y pactos preexistentes
Para la redacción de la Constitución, los diputados tuvieron en cuenta todos los antecedentes de los acuerdos entre provincias y reglamentos que habían redactado desde 1810 en adelante, además del contenido de las dos constituciones anteriores (1819 y 1826). Tomaron, además como modelos las constituciones de otros países y destacadas obras de la época como el libro Bases y Puntos de Partida para la Organización Política de la República Argentina y Proyecto constitucional, ambos de Juan B. Alberdi; El Federalista de Hamilton, Madison y Jay; Dogma Socialista, de Esteban Echeverría.
El mismo Urquiza, al promulgar la Constitución Nacional el 1 de mayo de 1853, exclamó: "...Álzese, pues, bien alto la Ley Nacional y sea de todos profundamente respetada, puesto que a mí me ha cabido el deber de hacerla ejecutar..."
Juan Bautista Alberdi escribió “La Constitución Nacional es la madre de todas las leyes. Es decir que todo el ordenamiento jurídico de la Nación debe estar en concordancia con ella, tanto en su contenido como en su procedimiento de sanción y promulgación, para poder aplicarse”. (Proyecto Constitucional Argentino).